# Encyclopaedia Beliana
Encyclopaedia Beliana är ett slovakiskspråkig uppslagsverk. Vid färdigställandet ska uppslagsverket innehålla 150 000 uppslagsord i tolv illustrerade band och även supplement ska ingå. Beliana förbereds av Slovakiska akademien för vetenskap. Namnet Beliana kommer från Matej Bel, en slovakisk författare och historiker från 1700-talet. År 2014 hade sju band utkommit.